# Ulica Królowej Jadwigi w Poznaniu
Ulica Królowej Jadwigi – przebiegająca w osi wschód-zachód ulica stanowiąca część I ramy komunikacyjnej Poznania okalającej ścisłe centrum miasta. Rozpoczyna się na skrzyżowaniu ulic Wierzbięcice/Niezłomnych (zachodni koniec) a kończy się przedłużając w Most Królowej Jadwigi nad Wartą (wschodni koniec).

## Historia
Ulicę wytyczono po zniesieniu poligonalnego rdzenia Twierdzy Poznań. Jako pierwszy powstał odcinek pomiędzy ul. Górna Wilda a Wartą. W okresie międzywojennym nosił on nazwę Wały Królowej Jadwigi. Po II wojnie światowej wydłużono ją w kierunku zachodnim. Zlikwidowano wówczas kilka cmentarzy w tym należący do parafii św. Marcina, na którym spoczywał Hipolit Cegielski. Przedłużona ulica (wraz z fragmentem dzisiejszej al. Niepodległości) otrzymała 25 marca 1950 nowego patrona – Juliana Marchlewskiego. Po zmianach ustrojowych w 1989 nazwę ulicy zmieniono na obecną. W latach 1955 – 1957 zbudowano przebiegającą na ulicy trasę tramwajową, po której kursują aktualnie tramwaje linii nr 2, 6, 9, 12, 18, 19.

## Charakter
Ul. Królowej Jadwigi ma 1,36 km długości, na całym odcinku jest to droga dwujezdniowa z dwoma pasami ruchu w każdym kierunku, między jezdniami znajduje się wydzielone torowisko tramwajowe (tylko na odcinku pomiędzy skrzyżowaniem z ulicami Droga Dębińska - Garbary a mostem Królowej Jadwigi torowisko i wewnętrzne pasy ruchu są wspólne, a ulica staje się jednojezdniowa).
Ulica oddziela centrum miasta na północy i Wildę oraz Łęgi Dębińskie na południu.

## Opisane obiekty
Przy ulicy znajdują się (od zachodu):
- Dom Żołnierza (tyły),
- Pomnik Powstańców Wielkopolskich,
- Park Izabeli i Jarogniewa Drwęskich (Lubuski),
- Novotel Poznań Centrum,
- Andersia Tower,
- Poznań Financial Centre,
- pomnik Cyryla Ratajskiego,
- pomnik Ofiar obozu pracy dla Żydów,
- kino sieci Multikino („Multikino 51”; nieczynne od 10 marca 2025 roku, planowana jest likwidacja[2][3]),
- VI LO (tyły),
- dawny przebieg Strugi Karmelickiej,
- Skwer Przyjaźni Polsko-Węgierskiej,
- Akademia Wychowania Fizycznego,
- Most Królowej Jadwigi,
- rzeka Warta.

## Galeria zdjęć

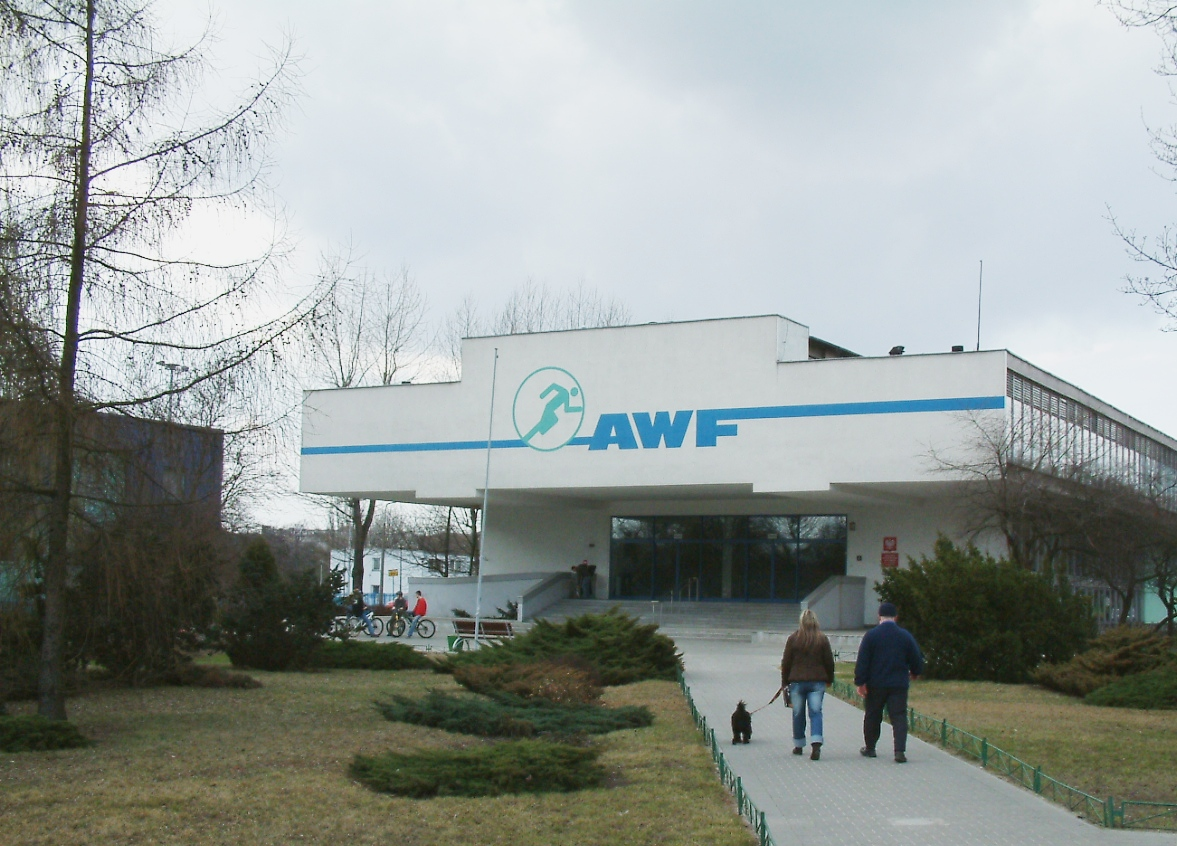
Gmach Akademii Wychowania Fizycznego w okolicy krzyżówki z Drogą Dębińską
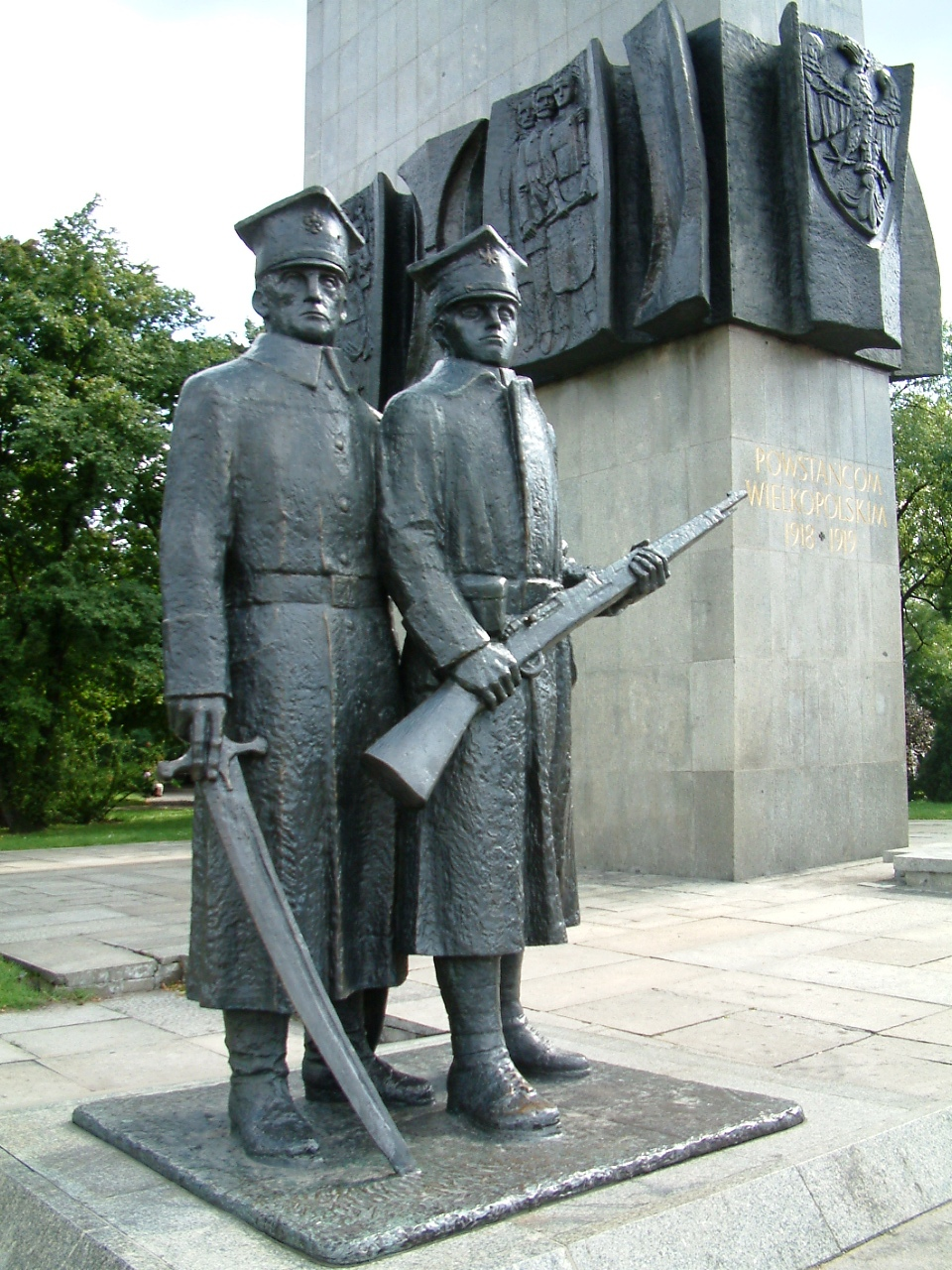
Pomnik Powstańców Wielkopolskich
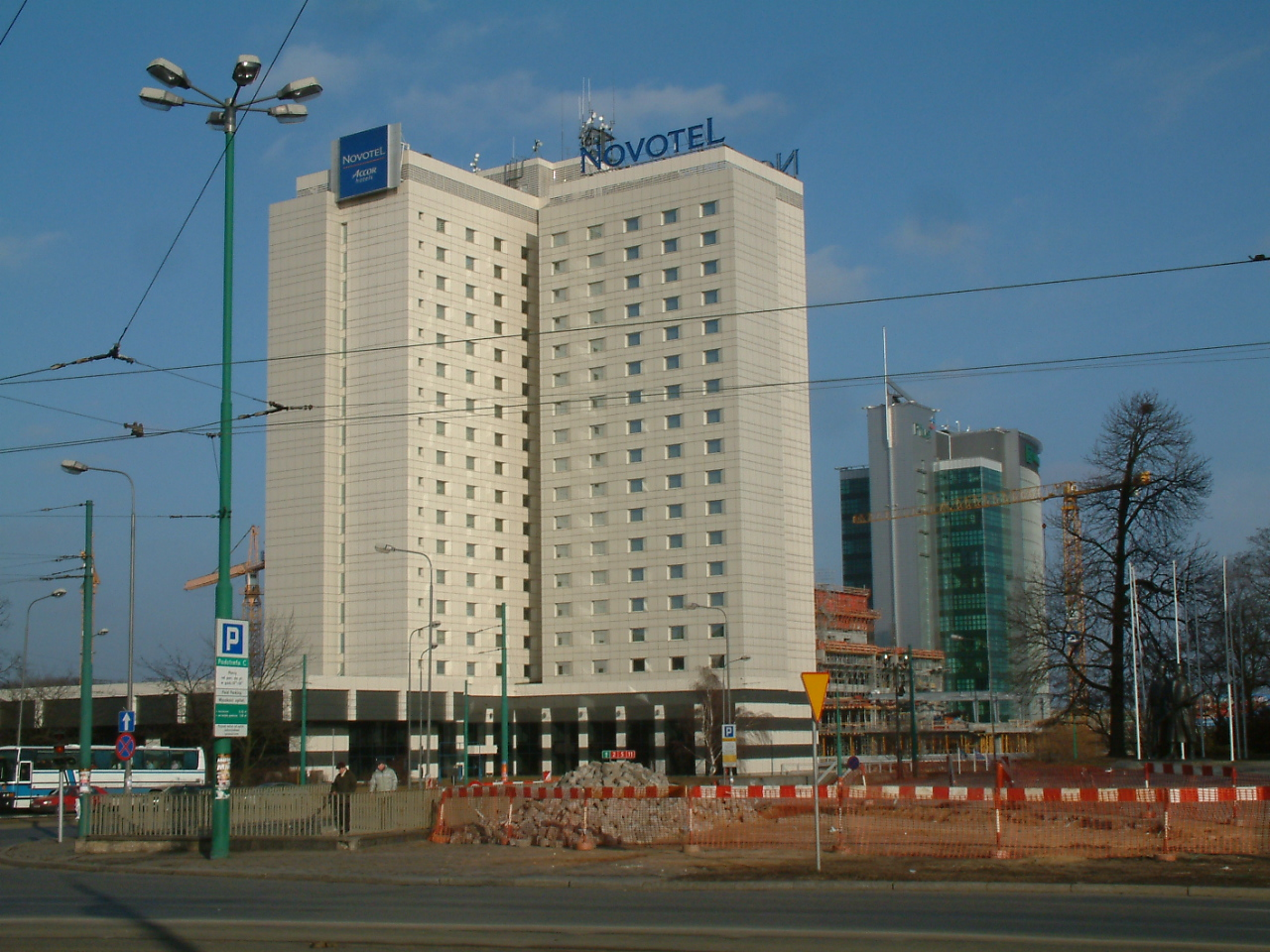
Novotel Poznań Centrum
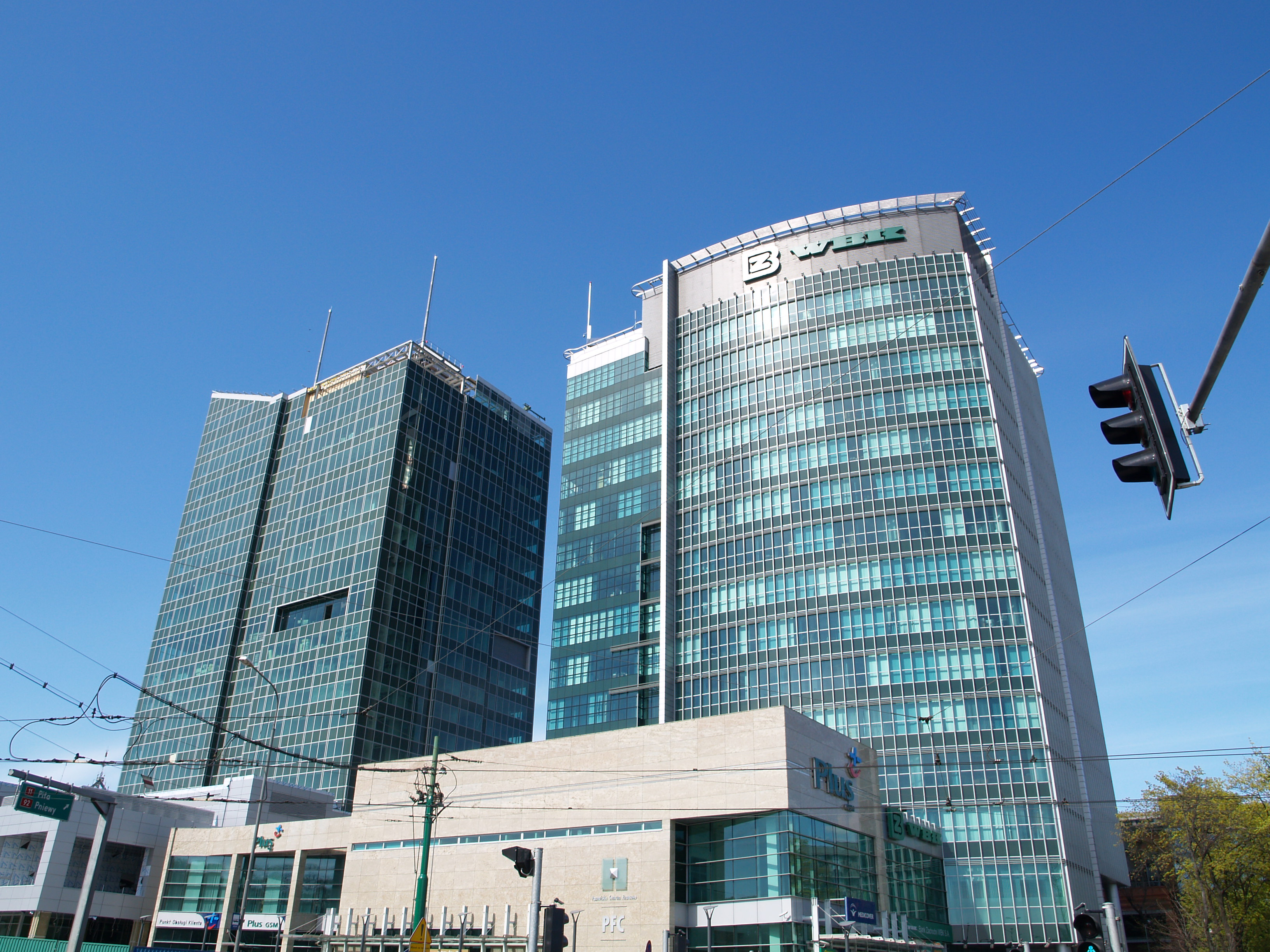
Andersia Tower (po lewej), Poznań Financial Centre (po prawej)
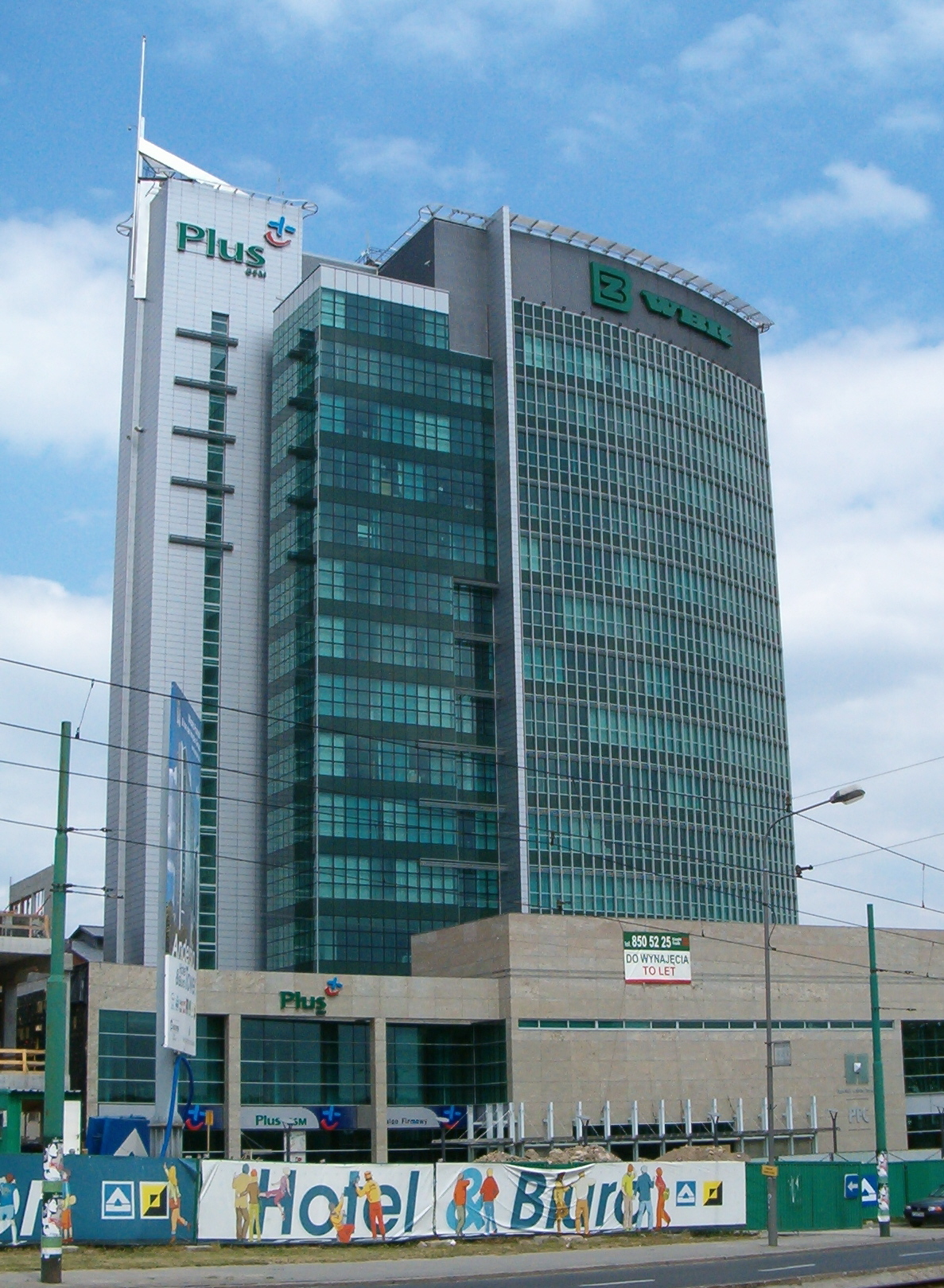
Poznań Finacial Centre
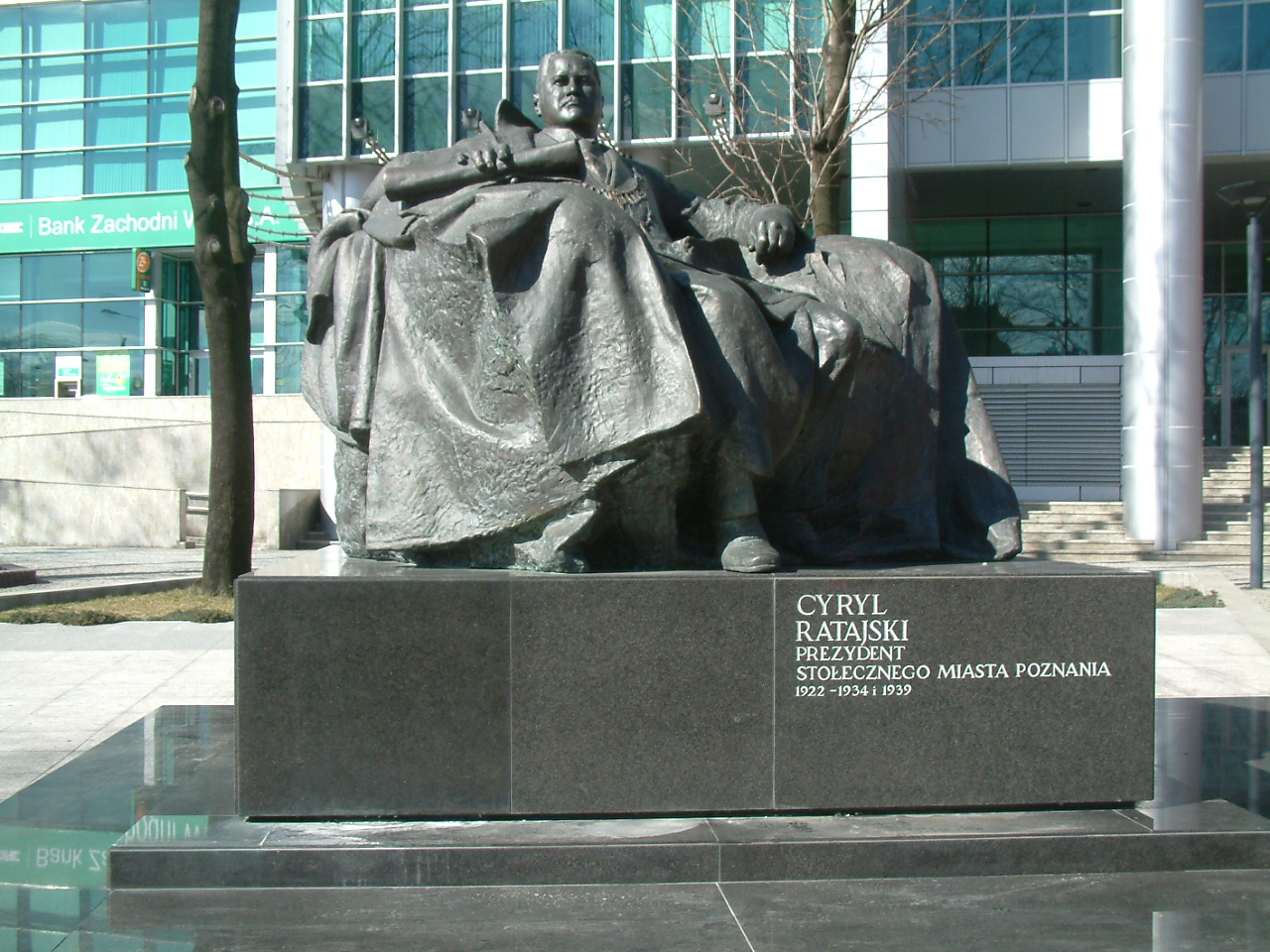
Pomnik Cyryla Ratajskiego
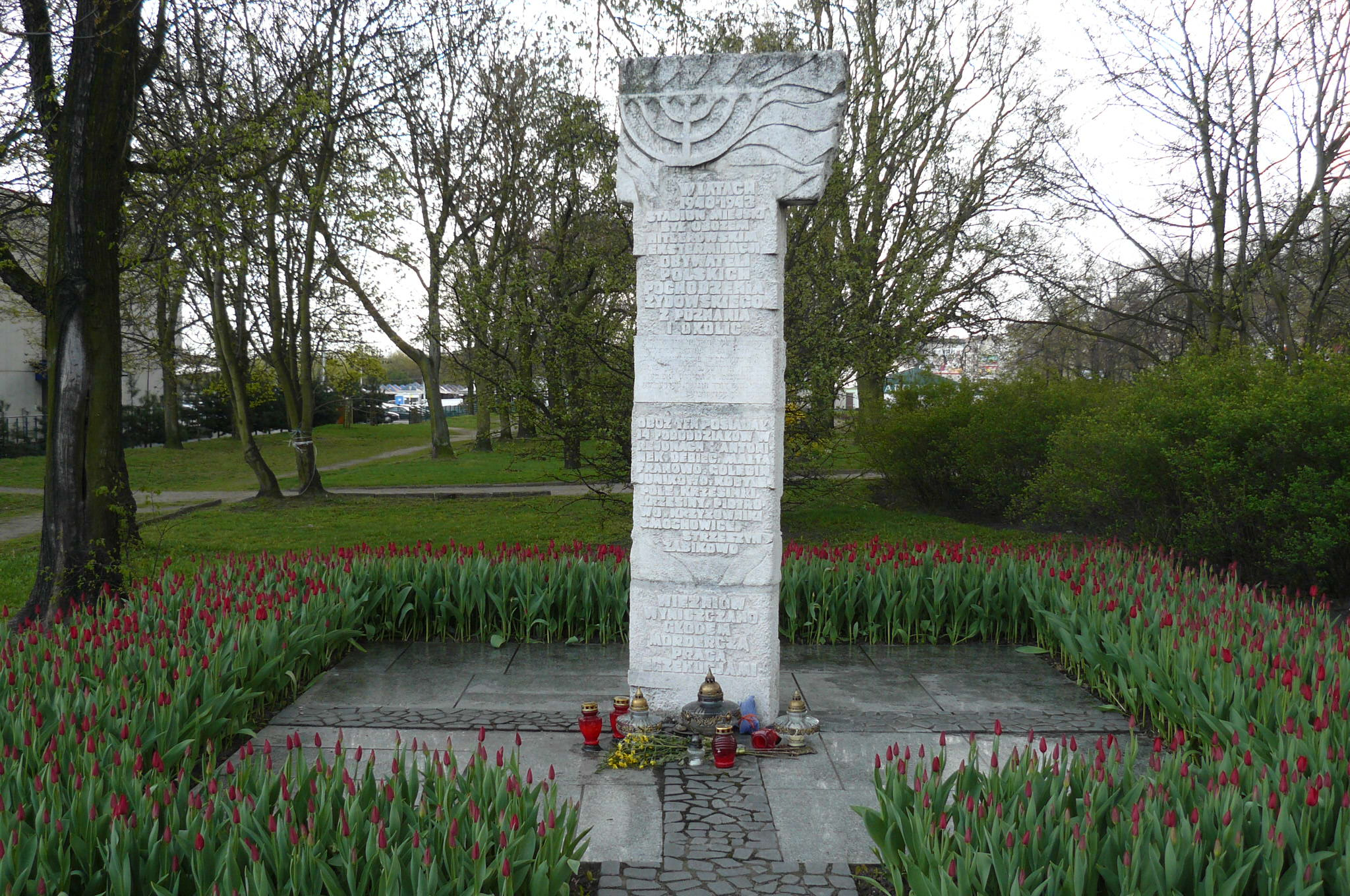
Pomnik Ofiar obozu pracy dla Żydów
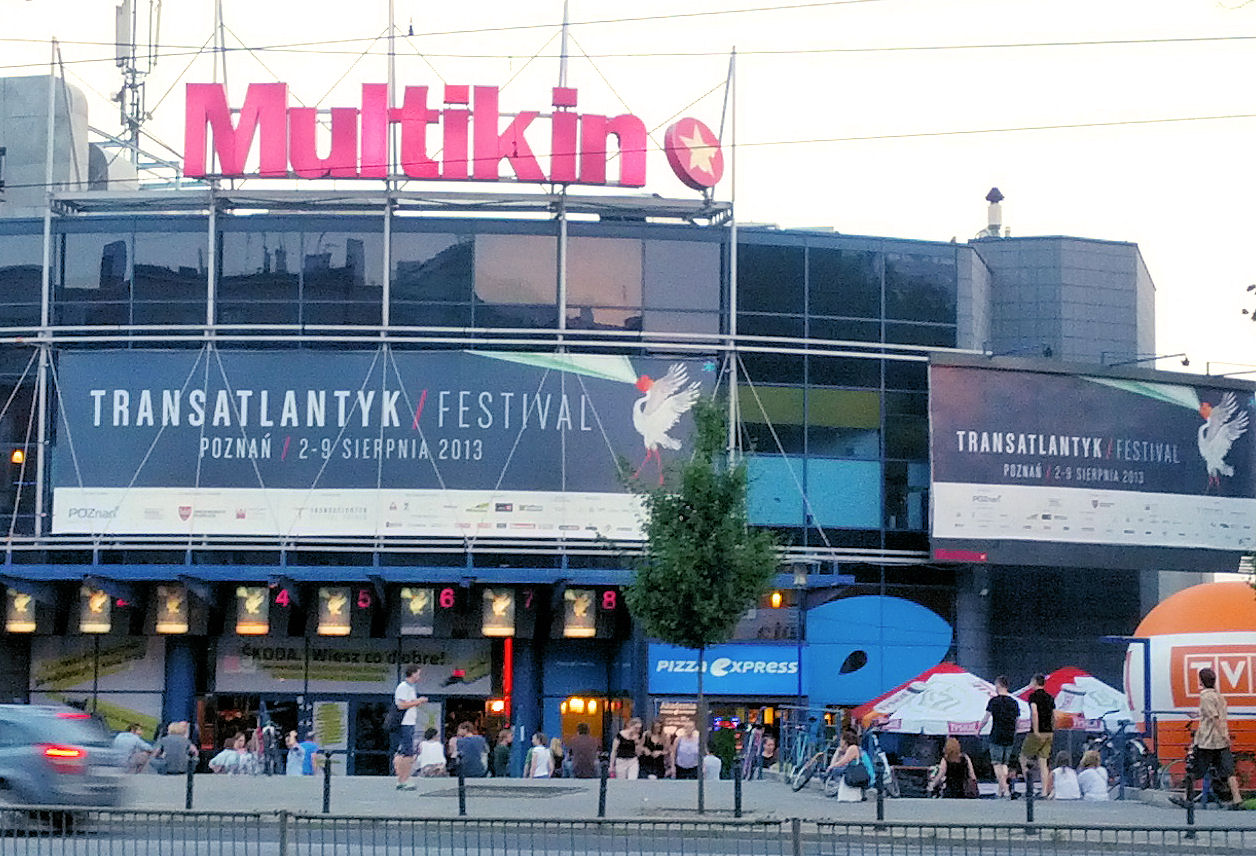
Multikino
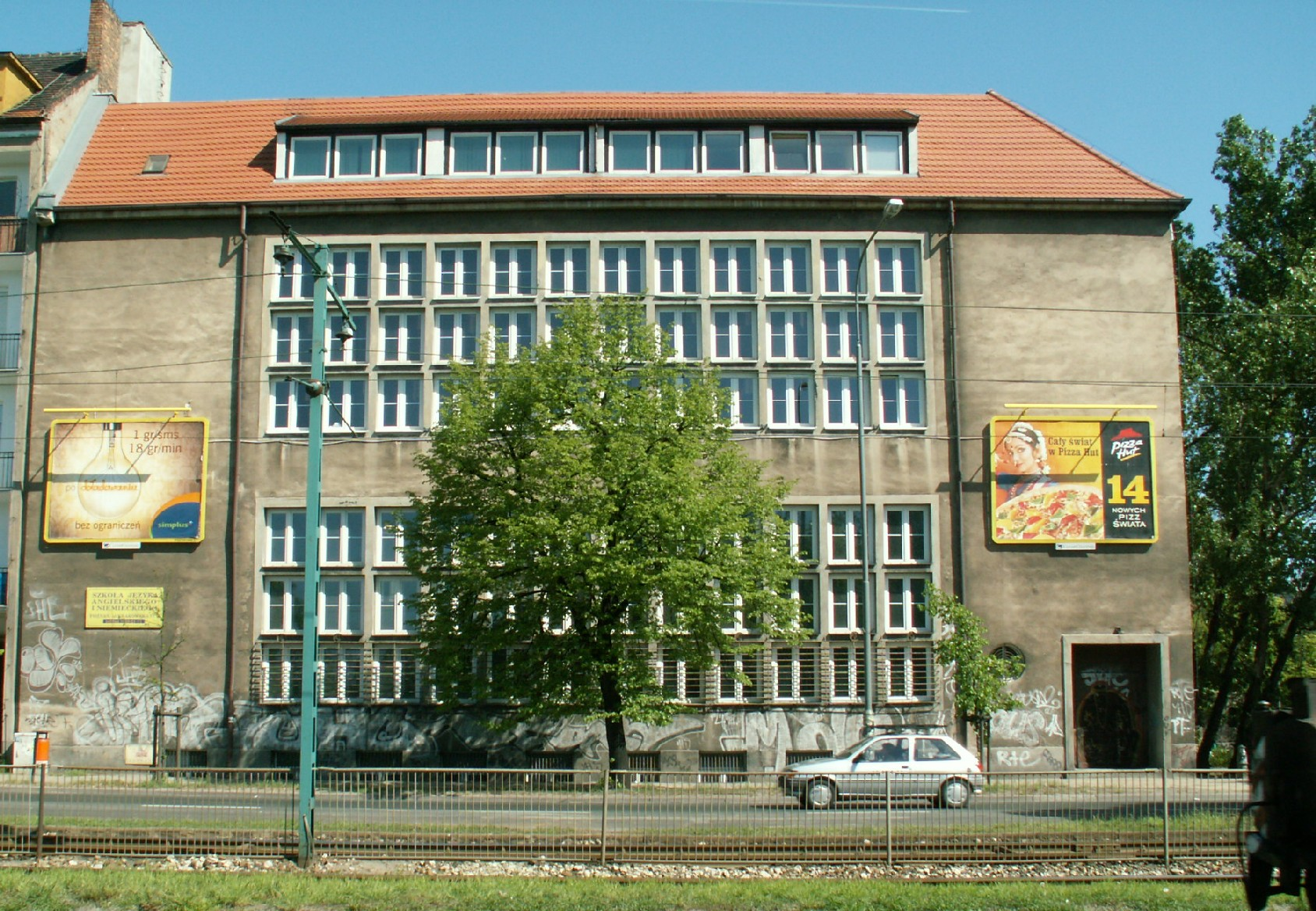
VI Liceum Ogólnokształcące